# Paul Gouyon

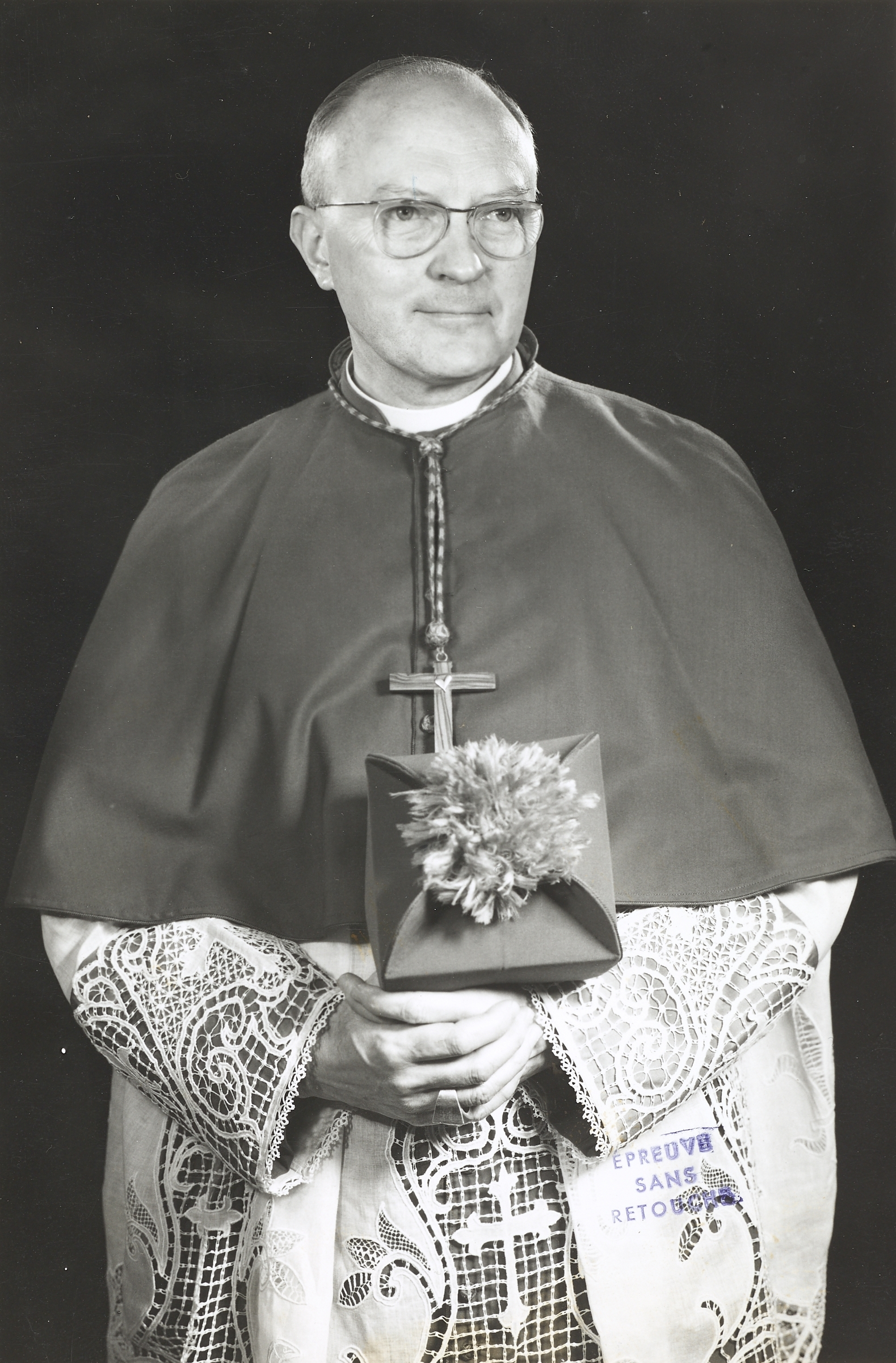
Paul Gouyon als Erzbischof von Rennes (1964)

Kardinalswappen Gouyons

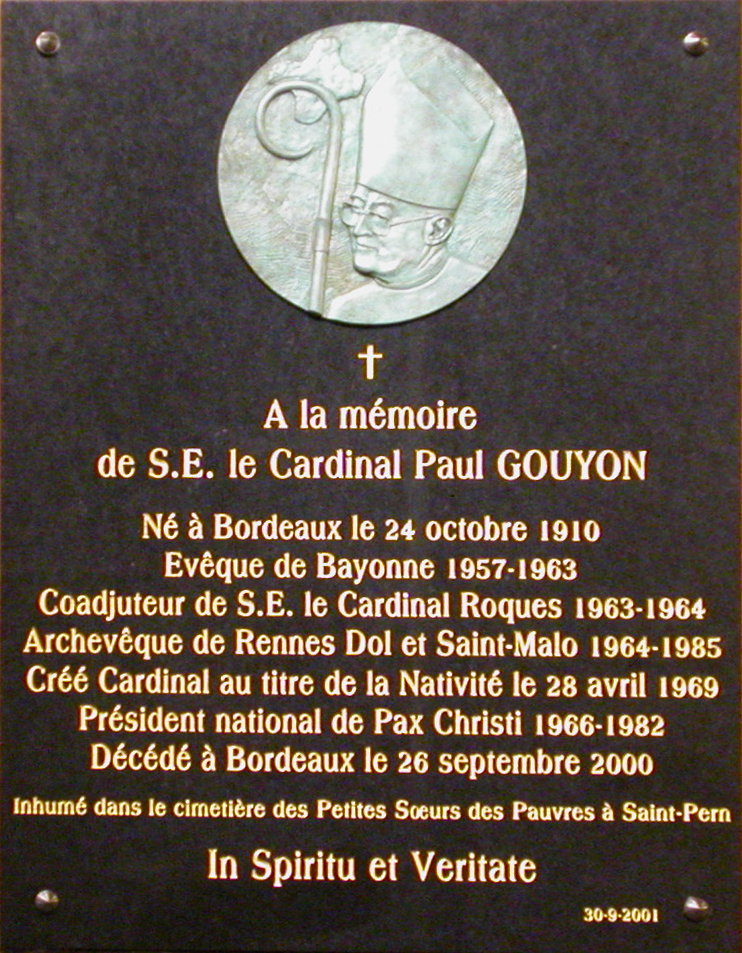
Platte in der Kathedrale von Rennes in Erinnerung an Kardinal Gouyon

Paul-Joseph-Marie Kardinal Gouyon (* 24. Oktober 1910 in Bordeaux, Gironde, Aquitanien; † 26. September 2000 ebenda) war ein französischer Kardinal der Römischen Kirche und Erzbischof von Rennes.

## Leben
Er studierte an der Universität Bordeaux und Seminar Bordeaux. Er besuchte das Seminar Saint-Sulpice in Paris, die Päpstliche Universität Gregoriana in Rom und das Institut Catholique de Paris. Am 13. März 1937 empfing er die Priesterweihe und schloss sein Studium im Jahr 1939 ab. Nachdem er während des Zweiten Weltkrieges von 1939 bis 1940 in der französischen Armee diente, begann er seine pastorale Arbeit in Bordeaux, erst als Pfarrer von Montussan und Beychac (1940–1944), als Kaplan des Lycée Michel-Montaigne (1944–1951), und Generalvikar der Erzdiözese Bordeaux. Am 6. April 1955 wurde er zum Ehrenprälaten Seiner Heiligkeit ernannt.
Papst Pius XII. ernannte ihn am 6. August 1957 zum Bischof von Bayonne. Der Erzbischof von Bordeaux, Paul-Marie-André Richaud, spendete ihm am 7. Oktober desselben Jahres in der Kathedrale St. André die Bischofsweihe; Mitkonsekratoren waren Joseph-Marie-Eugène Martin, Erzbischof von Rouen, und Louis-Jean Guyot, Bischof von Coutances. Er nahm von 1962 bis 1965 an allen Sitzungsperioden des Zweiten Vatikanischen Konzils teil. Papst Paul VI. ernannte ihn am 6. August 1963 zum Koadjutorerzbischof von Rennes und Titularerzbischof von Pessinus.  Nach dem Tod Clément-Émile Kardinal Roques folgte er diesem am 4. September 1964 als Erzbischof von Rennes nach.
Paul VI. nahm ihn am 28. April 1969 als Kardinalpriester mit der Titelkirche Natività di Nostro Signore Gesù Cristo a Via Gallia in das Kardinalskollegium auf. Er nahm an den Konklaven im August und Oktober 1978 teil. Er wurde auch der nationale Präsident von Pax Christi. Am 15. Oktober 1985 nahm Johannes Paul II. sein Rücktrittsgesuch aufgrund der Überschreitung der Altersgrenze an.
15 Jahre später starb Kardinal Gouyon, knapp einen Monat vor seinem 90. Geburtstag. Er wurde auf dem Friedhof des Mutterhauses der Kongregation der Kleinen Schwestern der Armen in Saint-Pern beigesetzt.

## Werk
Seine Biografie über Marcel Gallo wurde 1988 von der Académie française mit dem Prix Véga et Lods de Wegmann ausgezeichnet.